# سامانه (فیلم ۲۰۱۴)
«سامانه» (انگلیسی: The System (2014 film)) فیلمی در ژانر درام و اکشن است که در سال ۲۰۱۴ منتشر شد.